# Pośrednia Soliskowa Ławka
Pośrednia Soliskowa Ławka (słow. Prostredná Solisková štrbina) – drobna przełączka położona na wysokości ok. 2310 m n.p.m., znajdująca się w Grani Soliska w słowackiej części Tatr Wysokich. Oddziela ona Soliskowe Czuby, położone na północ od niej, od Zadniej Soliskowej Turni – wysuniętą dalej na północ z dwóch Soliskowych Turni. Pośrednia Soliskowa Ławka jest wyłączona z ruchu turystycznego – jest dostępna jedynie dla taterników. Najprostsza droga na przełęcz prowadzi żlebem od zachodu z Doliny Furkotnej, od strony Doliny Młynickiej wejście jest trudniejsze.
Pierwsze wejścia:
- Karol Englisch i przewodnik Paul Spitzkopf senior, 19 lipca 1903 r. – letnie,
- Adam Karpiński i Stefan Osiecki, 12 kwietnia 1925 r. – zimowe, przy przejściu granią[3].